# Pinn Island
Pinn Island ist eine Insel vor der Küste des ostantarktischen Enderbylands. Sie liegt unmittelbar vor dem nordwestlichen Ende von McKinnon Island.
Luftaufnahmen, die 1956 im Rahmen der Australian National Antarctic Research Expeditions entstanden, dienten ihrer Kartierung. Das Antarctic Names Committee of Australia benannte sie nach John David Pinn (* 1934), Geophysiker auf der Mawson-Station im Jahr 1957.